# Tyloxapol
Tyloxapol ist ein nichtionogenes, flüssiges Polymer, das primär als Netzmittel in schleimlösenden Präparaten (Mukolytika) und als inhalativer Arzneistoffträger eingesetzt wird. Aufgrund dieser Eigenschaften wird Tyloxapol seit 1956 als Expectorans zur Schleimlösung bei Erkrankungen der Atemwege und der Lunge unter dem Handelsnamen Tacholiquin eingesetzt. Weiterhin findet sich Tyloxapol in einigen Augenarzneimitteln (Ophthalmika).

## Chemie
Tyloxapol stellt eine polymere Verbindung aus den Synthesebausteinen Octylphenol, Formaldehyd und Ethylenoxid dar. Dabei wird zunächst 4-tert-Octylphenol mit Formaldehyd kondensiert (analog zu Phenolharzen) und anschließend Ethylenoxid angelagert (Ethoxylierung). Das resultierende Makromolekül ist eine nichtionische homöopolare Verbindung, sterilisierbar und neutral gegenüber Säuren, Basen und Salzen. Tyloxapol hat eine Dichte von 1,10 Gramm pro Kubikzentimeter und einen Flammpunkt von > 113°C.

## Stoffeigenschaften
Tyloxapol stellt ein nichtionisches, in Wasser leicht lösliches Netzmittel und Tensid dar. Tenside sind oberflächenaktive Substanzen (engl. surface active agent, Surfactant), welche die Grenzflächenspannung von Flüssigkeiten (Synonym: Oberflächenspannung) herabsetzen. Dadurch können sie Oberflächen spreitend benetzen und nichtmischbare Flüssigkeiten ineinanderfließen lassen. Diese Eigenschaften beruhen auf ihrem chemischen Aufbau aus einem hydrophoben (wasserabweisenden) und einem hydrophilen (wasserliebenden) Molekülteil. Im Gegensatz zu anionischen oder kationischen grenzflächenaktiven Substanzen ist Tyloxapol eine nichtionische, homöopolare Verbindung, was für seine medizinische Verwendung (Verträglichkeit auf Schleimhäuten) von besonderer Bedeutung ist.

## Verwendung
Tyloxapol-Lösungen werden als inhalatives Netzmittel (Surfactant) eingesetzt, um die Verflüssigung und Entfernung von Bronchialsekret zu verbessern. Als grenzflächenaktive Substanz wirkt Tyloxapol dabei rein physikalisch, indem es die Oberflächenspannung von Atemwegsschleim herabsetzt und hilft das Sputum zu verflüssigen. Diese Verflüssigung von Bronchialschleim (Mukolyse) erleichtert den Schleimauswurf z. B. durch Abhusten, was ein Therapieziel aller mit Verschleimung einhergehenden Atemwegserkrankungen ist. Außerdem dienen Tyloxapol-Lösungen als Träger für inhalative Arzneistoffe (z. B. Antibiotika, Corticoide, Antiallergika) und können helfen, deren Verteilung und Wirkung im Bronchialtrakt zu verbessern.
Das derzeit (Stand: Dezember 2015) einzige in Deutschland vertriebene Fertigpräparat mit dem Hauptwirkstoff Tyloxapol ist Tacholiquin (Hersteller: bene-Arzneimittel GmbH, München), das oxyäthylierte tert. p.-Octylphenolformaldehyd-Polymere in wässriger Lösung mit Glycerin- und Natriumbikarbonat-Zusatz enthält und z. B. bei Bronchitis, Bronchiolitis, Nebenhöhlenentzündung, Lungenentzündung, Bronchiektasen, Asthma oder Pseudokrupp, bevorzugt als Inhalation mittels Druckluftvernebler zur Anwendung kommt. Tacholiquin war in Deutschland seit 1. September 1956 als mukolytisches Arzneimittel auf dem Markt. Da der Wirkstoff Tyloxapol rein physikalisch wirkt, also keine pharmakologische, metabolische oder immunologische Hauptwirkung aufweist, wurde Tacholiquin 1 %-Lösung 2007 als Medizinprodukt der Klasse 2a eingestuft.

## Klinische Angaben

### Anwendungsgebiete
Bei Erkrankungen der Atemwege und der Lunge, die durch stark zähflüssigen Auswurf charakterisiert sind, hilft Tyloxapol-Lösung, den zähen Schleim zu verflüssigen und die Sekretbeläge zu lösen, so dass deren Abtransport erleichtert wird. Dementsprechend liegen die Hauptanwendungsgebiete in der Behandlung akuter und chronischer Reizzustände der Atemwegsschleimhäute, wie sie vorliegen bei Nebenhöhlen-, Rachenschleimhaut- und Luftröhrenentzündung, Bronchitis und Bronchiolitis (Entzündung der großen und kleinen Bronchien), Keuchhusten, Asthma bronchiale (chronisch-entzündliche Erkrankung der Atemwege, verbunden mit anfallsartiger Luftnot), Pseudo-Krupp (virale Entzündung des Kehlkopfes, verbunden mit Husten und Atemnot). Eine große Zahl publizierter Berichte über Tyloxapol-Anwendungen liegen für eine Reihe weiterer Indikationen vor (siehe Abschnitt Anwendungsbeispiele aus der Praxis). Viele klinische und Laborstudien zu Tyloxapol datieren dabei aus den 1950er bis 1970er Jahren. In früheren Studien wurde Tyloxapol auch als Triton WR 1339 bezeichnet. Alevaire ist ein früherer Markenname für eine Tyloxapol-Lösung mit einer niedrigeren Konzentration (0,125 % Tyloxapol) als Tacholiquin (1 %), aber denselben Hilfsstoffen (Natriumhydrogencarbonat und Glycerin).

### Art der Anwendung und Dosierung
Tyloxapol-Lösung kann als Inhalat und Instillat (Trachealkanüle – intratracheal, Bronchoskop – intrapulmonal) angewendet werden. Zur Inhalation ist die Vernebelung mittels eines Aerosolgerätes erforderlich. Es eignen sich handelsübliche Inhalationsgeräte, insbesondere Druckluft-, Schwingmembran- oder Ultraschallvernebler. Ungeeignet ist die bloße Verdampfung mit Heißwasser.
Tyloxapol kann mit Salzlösungen (Sole) oder sterilem bzw. destilliertem Wasser verdünnt inhaliert werden. Zudem kann es als Aerosol-Träger mit inhalativen Medikamenten gemischt werden, wie keimhemmenden Substanzen (z. B. Bacitracin, Tyrothricin, Erythromycin, Nystatin), bronchialerweiternden Mitteln (z. B. Orciprenalin, Salbutamol, Theophyllin), Corticoiden, Anästhetika oder Antiallergika. Wegen der benetzenden Eigenschaften von Tyloxapol kann eine bessere Verteilung und Ablagerung inhalativer Medikamente erreicht, insbesondere bis hinein in die unteren Atemwege und in schlecht belüftete Regionen des Bronchialbaums.
In schweren Fällen und bei bedrohlichen Zuständen respiratorischer Insuffizienz kann eine kontinuierliche Dauerinhalation über das Beatmungsgerät in der intensivmedizinischen Betreuung erfolgen.
Zur Instillation durch geschultes Fachpersonal wird Tyloxapol 1:1 mit destilliertem Wasser oder Kochsalzlösung verdünnt und mittels Pipette, Spritze oder Bronchoskop direkt lokal auf die Schleimhaut aufgebracht, z. B. vor Absaugen des Schleims bei Trachealkanülenträgern oder bei der bronchoalveolären Lavage.

### Gegenanzeigen (Kontraindikationen) und Anwendungsbeschränkungen
Bei bekannter Überempfindlichkeit gegen einen Bestandteil des Präparates, bei Lungenödem sowie bei Flüssigkeitsansammlung in der Lunge sollte Tyloxapol nicht verwendet werden. Besondere Vorsicht ist bei einem Sekretstau durch gestörten Abtransport von Schleim aus den Atemwegen erforderlich, z. B. beim (seltenen) malignen Ziliensyndrom, da hier mobilisierter Schleim Absaugebereitschaft erfordert.
Zur Anwendung in der Schwangerschaft und Stillzeit liegen keine Daten vor; in diesen Fällen sollten Arzneimittel bzw. Medizinprodukte generell nur nach Rücksprache mit dem Arzt angewendet werden.
Es bestehen keine Altersbeschränkungen hinsichtlich der Anwendung von Tyloxapol bei Kindern, nachdem umfangreiche Erfahrungen mit dem Einsatz von Tyloxapol auch bei Kindern aller Altersstufen einschließlich Frühgeborener vorliegen (s. Abschnitt Anwendungsbeispiele aus der Praxis).
Tyloxapol-Lösungen dürfen nicht intravenös verabreicht werden.

### Nebenwirkungen und Verträglichkeit
Bei Inhalation von Tyloxapol können die ersten tiefen Atemzüge Hustenreiz auslösen, der nach der Benetzung der Schleimhaut wieder verschwindet. Überempfindlichkeit gegen die Lösung tritt sehr selten auf. Bei Allergikern kam es vereinzelt zu Übelkeit.
Ansonsten hat sich Tyloxapol auch bei Langzeitanwendung als sehr gut verträglich erwiesen. Eine Übersichtsarbeit zu 15 Jahren klinischer Anwendung von Tyloxapol kommt zu dem Schluss, dass die inhalative Substanz gut verträglich und sicher ist. In verschiedenen Untersuchungen wurden Patienten bis zu vier Jahre laufend mit Tyloxapol behandelt, ohne dass spezifische Nebenwirkungen beobachtet wurden.
Sowohl Kinder als auch Erwachsene vertrugen bis zu 1.500 ml Tyloxapol pro Tag als kontinuierliche Aerosol-Gabe ohne Reizungen oder Schädigungen der Atemwegsschleimhaut. Miller verabreichte Tyloxapol an Frühgeborene, die weniger als 1.000 g wogen, ohne dass er Haut- oder andere Nebenwirkungen in einem Maße feststellen konnte, die seiner Ansicht nach zu einer Kontraindikation von Tyloxapol bei Frühgeborenen hätte führen können. Silverman konnte bei 200 Frühgeborenen keinen Nutzen, aber auch keinen Schaden der Vernebelung von Tyloxapol im Inkubator feststellen.
Tyloxapol wird von der Schleimhaut nicht in klinisch relevantem Ausmaß resorbiert.
Wechselwirkungen von Tyloxapol mit Arzneimitteln sind keine bekannt.

## Pharmakologie

### Physikalische Wirkmechanismen
Der Wirkstoff Tyloxapol beeinflusst das respiratorische System durch unterschiedliche Wirkungsmechanismen rein physikalischer Natur:
- Minderung der Oberflächenspannung
- Minderung der Zähflüssigkeit (Viskosität) von Sekreten (Sekretolyse) und Schleim (Mukolyse)
- Lösen von Belägen durch Verringerung der Adhäsion (verbesserte Sekretomotorik)

Darus ergibt sich eine indirekte Förderung
- des Abhustens von Sekreten und Schleim
- der krankheitsbedingt beeinträchtigten Zilientätigkeit (mukoziliäre Clearance)
- des Schleimhautkontakts von inhalierten Begleitmedikamenten.

Je länger Tyloxapol auf den Schleim einwirkt und je höher seine Konzentration, desto dünnflüssiger wird das Sputum. Diese Verflüssigung von Bronchialschleim (Mukolyse) zusammen mit der Förderung der Sekretomotorik erleichtern den Schleimauswurf z. B. durch Abhusten.

### Experimentelle Befunde
Experimentell lässt sich zeigen, dass Tyloxapol schon in geringen Konzentrationen die Zähflüssigkeit des Sputums herabsetzt, es also tendenziell verflüssigt. Ravenel (1953) stellte eine Herabsetzung der Viskosität um 10–20 % fest. Wilde (1973) setzte Verdünnungsreihen an und beobachtete die stärkste Abnahme der Sputum-Viskosität bei Zugabe von 5%iger Tyloxapol-Lösung. Als Mechanismen dieses Effekts sieht er die Herabsetzung der Oberflächenspannung des Bronchialsekrets und das Eindringen des Wirkstoffs in den Schleim. In der Folge werden auch an der Schleimhaut anhaftende Beläge leichter abgelöst, die Flimmerhaare der Schleimhaut werden wieder frei und können den Schleim abtransportieren (sekretomotorischer Effekt).

## Toxikologie
Die akute orale LD50 von Tyloxapol bei der Maus beträgt 1000 mg/kg und bei der Ratte 5000 mg/kg Körpergewicht. Die LD50 beim Kaninchen nach intravenöser Applikation liegt bei 300 mg/kg Körpergewicht. Bei der inhalativen Anwendung weist Tyloxapol als nichtionisches Netzmittel im Vergleich zu anionen- oder kationenaktiven Substanzen ein günstiges toxikologisches Profil auf. Eine wiederholte Benebelung (tgl. 1 Std. bis zu 4 Wochen) von Meerschweinchen mit Konzentrationen über 50 % zog keine Veränderungen in den Atemwegsgeweben nach sich. Bei weißen Ratten führten hohe inhalative Dosen (tgl. 8 Std. an 6 aufeinanderfolgenden Tagen) nicht zu pathologischen Veränderungen der Lunge oder dem Verhalten der Tiere.

## Anwendungsbeispiele aus der Praxis
Tyloxapol wurde seit den 1950er-Jahren weltweit Millionen von Patienten als Inhalations-Arzneimittel verabreicht. Allerdings haben die frühen Studien überwiegend den Charakter von Beobachtungsstudien und entsprechen zeitbedingt vielfach nicht den heutigen Anforderungen an klinische Studien hinsichtlich Randomisierung, doppelter Verblindung, Vergleichsgruppen etc.
Neben den im Absatz Anwendungsgebiete genannten Indikationen wurde Tyloxapol eingesetzt auf folgenden Gebieten:

### Lungenheilkunde
Dokumentierte Anwendungen sind Asthma bronchiale, Abszesse (Eiteransammlung in einem Gewebshohlraum), Atelektasen (nicht belüfteter Lungenbereich infolge kollabierter Lungenabschnitte), chronisch-obstruktive Bronchitis, Bronchiektasen (Ausweitungen der Bronchien), Lungenentzündung, Lungenemphysem, Tracheitis (Luftröhrenentzündung), Pseudokrupp, Tuberkulose.

### Hals-, Nasen- und Ohrenheilkunde
Dokumentiert sind Anwendungen bei Nebenhöhlenentzündungen, Rhinitis sicca, u. a. Anwendungen von Tyloxapol bei Atemkomplikationen von Früh- und Neugeborenen und die Förderung infektiösen Auswurfs.

### Chirurgie
Beschrieben wurden der Einsatz nach Operationen in Brust- und Bauchraum zur Verhinderung und/oder Beseitigung eines Ausscheidungsstillstandes der Sekrete bei mechanischer Atmungsbehinderung.

## Handelsnamen
Alevaire (USA), Blink N Clean, Cationorm, Enuclene, Exosurf neonatal, Tacholiquin (EU), Talof